# نوووسلیتسیا
شهر نوووسلیتسیا (به روسی: Новоселиця) در استان چرنیوتسی در کشور اوکراین واقع شده‌است. جمعیت این شهر ۸٬۴۰۰ نفر  است.